# David Steadman
David William Steadman 18 de agosto de 1951 (73 años) es un paleontólogo, ornitólogo estadounidense, y sirve como curador de ornitología en el Museo de Historia Natural de Florida, de la Universidad de Florida.
Sus estudios se han concentrado sobre evolución, biogeografía, biología de la conservación, y extinción de aves tropicales, en particular en islas del océano Pacífico.
También ha escrito más de 180 publicaciones científicas. Ha realizado muchas excavaciones en sitios prehistóricos; y, ha descubierto extinciones a gran escala causadas por humanos en las primeras etapas de la colonización. Ha realizado varias expediciones a las islas Galápagos, y ha descrito varias especies de aves extintas y, más recientemente, participó en el descubrimiento de que Rigidipenna inexpectata el podargo de las Salomón, es una especie (en lugar de una subespecie de Podargus ocellatus el pdargo ocelado, como se creía anteriormente). 
Trabajó extensamente en la isla de Pascua, realizando las primeras excavaciones sistemáticas de la isla para identificar la flora y la fauna que una vez vivieron allí.

## Educación
- 1973: licenciatura en biología por la Edinboro State College.
- 1975: M.Sc. en zoología por la Universidad de Florida.
- 1982: doctorado en geociencias por la Universidad de Arizona.

## Abreviatura (zoología)
La abreviatura Steadman  se emplea para indicar a David Steadman como autoridad en la descripción y taxonomía en zoología.